# 小中高大一貫教育
小中高大一貫教育（しょうちゅうこうだいいっかんきょういく）とは、初等教育（一般の小学校で行われている教育）と前期中等教育（一般の中学校で行われている教育）と後期中等教育（一般の高等学校で行われている教育）と高等教育（一般の大学・短期大学で行われている教育）の課程を調整し、無駄をはぶいて一貫性を持たせた体系的な教育方式のことである。これを行っている学校のことを小中高大一貫校という。

## 概要
無試験で上級学校に進学する学校を俗に「エスカレーター式」「エレベーター式」と呼ぶこともあるため、小中高大一貫校もこのように呼ばれることもある。

## 小中高大一貫校の一例
- 慶應義塾幼稚舎 - 慶應義塾普通部 - 慶應義塾高等学校 - 慶應義塾大学